# Kel-Tec SUB-2000
La SUB-2000 es una carabina semiautomática de calibre 9 mm, fabricada por Kel Tec CNC Industries de Cocoa, Florida, Estados Unidos. La carabina es accionada por retroceso, con su resorte recuperador localizado en la culata tubular. 
Es alimentada desde un cargador insertado en el pistolete, usando cargadores diseñados para varias pistolas. La característica distintiva de esta carabina es que se pliega por la mitad para su almacenamiento y transporte, y su forma es sumamente delgada en comparación a otras carabinas. El arma acepta cargadores de pistolas semiautomáticas. Las principales ventajas de una carabina que dispara cartuchos de pistola sobre una pistola, incluyen el aumento de la distancia entre miras, que ayuda a disparar con precisión; el largo cañón capta de forma más eficiente la combustión de la pólvora, lo que aumenta la velocidad del proyectil; y más puntos de contacto entre el tirador y el arma que incrementa la estabilidad.

## Diseño
Está disponible en dos versiones que usan los cartuchos 9 x 19 Parabellum y .40 S&W. Fue diseñada por George Kellgren.
El cajón de mecanismos está hecho de Zytel reforzado con vidrio modificado al impacto. La parte delantera alberga un cierre de bisagra que sostiene el cañón y el alza. Este cierre está firmemente asegurado en su lugar por un guardamontes giratorio. El cajón de mecanismos se conecta rígidamente a la culata mediante múltiples tetones. La parte inferior del cajón de mecanismos forma el pistolete, que también acepta diferentes cargadores según la versión especificada. El cajón de mecanismos también alberga el mecanismo de disparo. El cañón de acero 4130 tiene un collar accionado por muelle que aseguna un cierre preciso entre el cajón de mecanismos, el guardamanos de polímero y el punto de mira ajustable. El guardamanos también tiene integrada la capacidad de albergar baterías y/u otros pequeños dispositivos. La culata de acero tubular contiene el cerrojo y termina en la culata de polímero. El pesado cerrojo de acero de dos piezas contiene el percutor, el extractor y tiene la palanca de carga en la parte inferior. Un resorte recuperador cautivo con guía acciona el cerrojo. El mecanismo de disparo es de acción simple convencional. Tiene un desconector de gatillo, un seguro transversal que bloquea el martillo y suelta la barra de transferencia. El eyector de acero templado es interno. Este diseño, con su cerrojo de recorrido largo, permite piezas funcionales muy grandes. 
El diseño básico de la SUB-2000 se implementa en un diseño plegable bastante inusual, que se pliega para su almacenamiento a la mitad de su longitud total desplegada. Para plegar el arma hay que jalar el guardamonte hacia abajo y girar el cañón hacia atrás, sobre la parte superior de la carabina. Un pestillo en la culata asegura el punto de mira, y el arma puede ser bloqueada con una llave en la posición plegada para mayor seguridad. El arma no puede ser disparada cuando está plegada. 

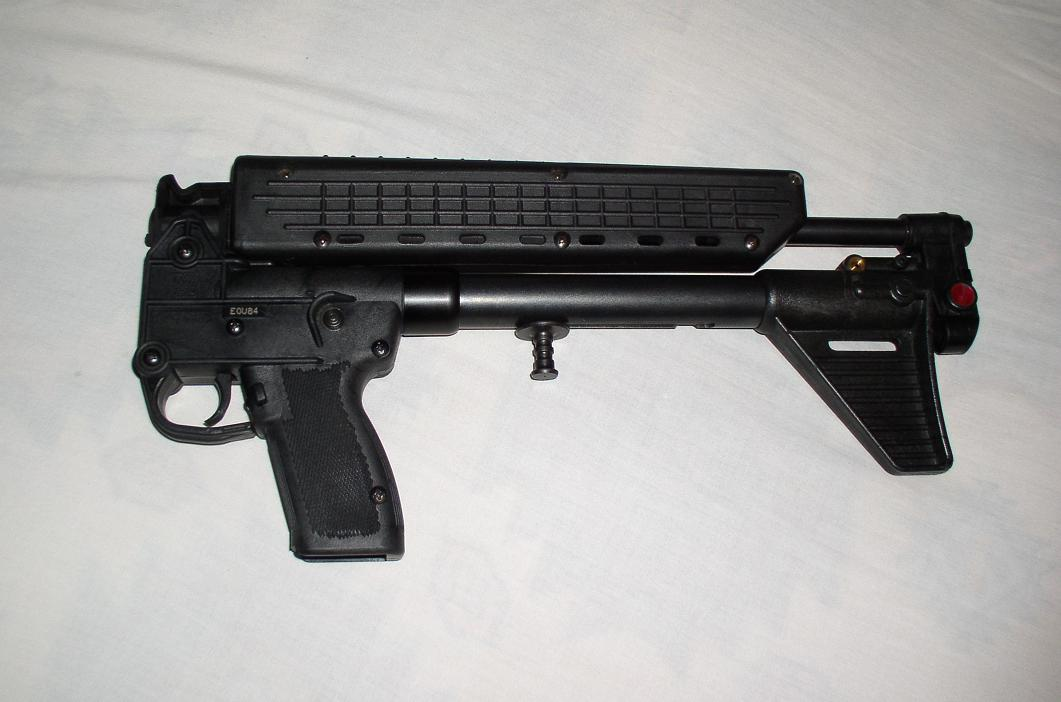
Una Kel-Tec SUB-2000 plegada.

## Variantes
Los cargadores de pistolas semiautomáticas que puede aceptar son:
9 x 19 Parabellum:                     
- Glock 17
- Glock 19
- S&W Modelo 59
- Beretta 92
- SIG Sauer P226

.40 S&W
- Glock 22
- Glock 23
- Beretta 96
- SIG Sauer P226